# L'altruismo e la morale
L'altruismo e la morale è un libro scritto dal sociologo Francesco Alberoni, pubblicato nella sua prima edizione durante l'anno 1989.

Il libro è scritto con uno stile divulgativo ed è impreziosito da una lunga serie di riferimenti letterari e storici.
La tesi di fondo del libro è che la morale razionale ha ormai assunto una funzione importante nel mondo attuale. Alberoni spiega che la morale è costituita da due componenti, di eguale importanza, che sono l'altruismo e la razionalità. Mentre l'altruismo si produce nella vita quotidiana attraverso varie forme, dall'amore materno alla solidarietà, la componente razionale ha il compito di occuparsi della spinta altruistica per condurla verso gli obiettivi e da questo connubio nasce la morale.
Alberoni si sofferma sulla concezione italiana che prevede una netta distinzione fra morale ed economia e fra morale e politica. L'autore rintraccia nella Riforma protestante uno dei punti di partenza per un cambiamento strutturale che ha consentito il fiorire della razionalità e della morale moderna. Le pagine successive ripercorrono i momenti salienti della Riforma calvinista e luterana mettendo in risalto le esperienze collettive dei metodisti e dei quaccheri; il capitolo si chiude con una spiegazione sulla duplice origine della parola amore, una di derivazione greca e l'altra paolina.
Il capitolo seguente si apre con la descrizione della nascita in Inghilterra dell'utilitarismo, con cui hanno origine le società post-aristocratiche. Alberoni presenta un breve profilo del fondatore dell'utilitarismo, Jeremy Bentham, ed introduce le basi essenziali del movimento, o meglio della nuova etica normativa, che si pone come mattone del progetto costruttivo della democrazia moderna, riuscendo, in qualche modo, a tradurre il comandamento "ama il prossimo tuo come te stesso" in una forma laicizzata. Lo sforzo portato avanti da Bentham è quello di massimizzare l'utilità collettiva.
Il capitolo intitolato "La morale del dovere", contrappone all'utilitarismo una seconda fonte della morale razionale: l'etica della semplice e pura ragione elaborata da Immanuel Kant. Alberoni spiega al lettore il significato dell'"imperativo categorico" kantiano, della visuale etica-morale di Kant, e quindi del modo in cui gli individui devono rapportarsi con gli altri.
Nelle pagine successive, l'autore propone una carrellata delle grandi correnti di pensiero ottocentesche, iniziando dalla prospettiva hegeliana, dai contenuti critici nei confronti della moralità individuale kantiana, e proponente una visione storica allargata ai popoli, alle città. Sarà Karl Marx a ribaltare la visione collettiva idealista hegeliana, con un concetto materialistico della storia della società, basata sugli attriti e le lotte fra le classi dominanti e dominate. Con Marx inizia il lungo periodo di oscurantismo della morale e Alberoni elenca alcuni caratteri del movimento marxiano, dalla necessità di uno studio della società in divenire all'agire individuale spinto, non tanto da interessi personali, quanto dalla posizione di classe che incombe e manovra gli appartenenti come burattini senza fili, dalla necessità di conoscere le dinamiche economiche alla importanza di un partito guida. Un altro personaggio che Alberoni pone al centro dell'attenzione è Friedrich Nietzsche che il suo ribaltamento dei valori cristiani ed il recupero dei valori dell'antichità, greca e mediorientale, che esaltavano forza, bellezza, vittoria, successo, superiorità. La carrellata del pensiero ottocentesco si conclude con la psicoanalisi freudiana.
Nell'ultima parte del libro, l'autore, dopo aver analizzato i criteri fondamentali per realizzare una morale (utilità, accordo razionale, diritti), si proietta nel futuro per prospettare alcuni ipotetici scenari.

## Edizioni
- Francesco Alberoni, L'altruismo e la morale, Garzanti, 1989,  pp.122, cap.10.